# Mogami (Yamagata)
Mogami (最上町 Mogami-machi?) es un pueblo localizado en la prefectura de Yamagata, Japón. En junio de 2019 tenía una población de 8.133 habitantes y una densidad de población de 24,6 personas por km². Su área total es de 330,37 km².

## Geografía

### Municipios circundantes
- Prefectura de Yamagata
  - Shinjō
  - Obanazawa
  - Funagata
- Prefectura de Akita
  - Yuzawa
- Prefectura de Miyagi
  - Ōsaki
  - Kami

## Demografía
Según datos del censo japonés, la población de Mogami ha disminuido en los últimos años.
| Año del censo | Población |
| ------------- | --------- |
| 1995          | 12.174    |
| 2000          | 11.483    |
| 2005          | 10.761    |
| 2010          | 9.847     |
| 2015          | 8.902     |